# 日本製紙釧路工場
日本製紙釧路工場は、北海道釧路市にあった日本製紙の製紙工場。2021年8月16日に紙・パルプの生産を終了。2021年10月1日付で廃止された。

## 歴史
釧路では、釧路湿原に近い天寧地区で1901年（明治34年）から前田製紙がパルプ工場の操業を開始したが、販売不振と工場設備の不備による操業不調により会社存続が困難になったことから、設立時から関係の深い富士製紙の出資する北海紙料による救済が図られた。1906年（明治39年）に北海紙料は親会社の富士製紙に吸収され、直営の富士製紙第4工場（天寧工場）となるが、1913年（大正2年）1月4日、火災により全焼、操業を停止した。
富士製紙は、釧路工場を着工していた富士製紙子会社の北海道興業を、1919年（大正8年）3月に合併、富士製紙釧路工場として1920年（大正9年）7月に操業を開始した。1933年（昭和8年）の旧・王子製紙への吸収合併により、王子製紙釧路工場となり、1949年（昭和24年）の王子製紙解体に伴う十條製紙への移管で十條製紙釧路工場、さらに1993年（平成5年）の日本製紙設立により日本製紙釧路工場となった。
2020年（令和2年）11月、日本製紙は釧路工場での製紙事業を2021年（令和3年）8月に終了することを表明した。
2021年（令和3年）8月16日に紙・パルプの生産を終了。
2021年10月1日付で釧路工場は廃止された。同日付で石炭火力発電を手掛ける日本製紙釧路エネルギーが設立された。従業員約500人（関連会社を含む）のうち400人超が道内外の工場や事業所への配置転換となり新事業所は90人規模となった。

## 設備
工場は新釧路川の河口付近にあり、木材パルプの原料となるチップは、釧路西港で陸揚げされ、全長約3kmのベルトコンベヤで工場内のチップヤードへ輸送されていた。再生パルプの原料となる古紙は、85パーセントを関東地方より集荷し、製品を出荷した船便の復路を利用して輸送していた。生産に使用する工業用水は新釧路川から最大216,000m3/日を取水していた。
年間生産量は39万トンで、新聞用紙に特化しており、全国シェアの約1割が本工場で生産された。2012年8月には、東日本大震災の復興計画に基づき、約24億円を投じて脱墨古紙パルプ（DIP）設備、仕上設備などの改良を実施した。富士工場で生産していたクラフト紙を移抄、最大で5万2千トン/年を生産。また、2012年10月には約22億円を投じてクラフトパルプ（KP）設備などを改良、日本初の既存生産設備の転用による溶解パルプの生産を開始した。最大で3万トン/年を生産した。
工場西側には北海道新聞などを印刷している道新総合印刷釧路工場が隣接しており、共通見学コースが設けられていた。

### パルプ設備
各プラントの生産能力は木材パルプ840トン/日、古紙パルプ920トン/日であった。
- 木材パルプ（機械パルプ）
  - II-TMP：1975年（昭和50年）運転開始、日産量240トン[5]
  - III-TMP：1990年（平成2年）運転開始、日産量240トン[5]
- 木材パルプ（化学パルプ）
  - KP：1975年（昭和50年）運転開始、カミヤ式気相液相連続蒸解釜、日産量375トン[5]
- 古紙パルプ
  - I-DIP：日産量320トン[5]
  - IIーDIP：日産量600トン[5]

### 抄紙設備
抄紙機は3台が稼働し、生産能力は1,260トン/日であった8号抄紙機においては19年7月をもって停機の予定。北海道工場勇払事業所の新聞生産能力を同工場に転送する予定。
| 機番       | 6号機                              | 7号機                              | 8号機                              |
| ---------- | ---------------------------------- | ---------------------------------- | ---------------------------------- |
| 運転開始   | 1960年（昭和35年）                 | 1965年（昭和40年）                 | 1977年（昭和52年）                 |
| 形式       | ツイン多筒式（ベルベフォーマII型） | ツイン多筒式（ベルベフォーマII型） | ツイン多筒式（ベルベフォーマII型） |
| ワイヤー幅 | 7.100mm                            | 7.100mm                            | 7.100mm                            |
| 最大抄速   | 1,060m/分                          | 1,060m/分                          | 1,210m/分                          |
| 日産量     | 405トン                            | 405トン                            | 450トン                            |
| 生産品種   | 新聞用紙 中質紙 本文・電話帳用紙   | 新聞用紙                           | 新聞用紙                           |

### 動力設備
ボイラー6缶、タービン7機により、蒸気および電力を自家供給していた。
- ボイラー（最大蒸気量965トン/時）[1][5]
  - 4号：1965年（昭和40年）運転開始、ストーカ式石炭ボイラー（燃料：石炭）、蒸発能力60t/H、4.8MPa、440度 - 予備缶
  - 5号：1968年（昭和43年）運転開始、重油ボイラー（燃料：C重油）、蒸発能力170t/H、10.4MPa、538度 - 予備缶
  - 6号：1969年（昭和44年）運転開始、重油ボイラー（燃料：C重油）、蒸発能力170t/H、10.4MPa、538度 - 予備缶
  - 8号：1986年（昭和61年）運転開始、微粉炭式石炭ボイラー（燃料：石炭）、蒸発能力400t/H、13.7MPa、553度、
  - 9号：1992年（平成4年）運転開始、流動床式スラッジボイラー（燃料：スラッジ・石炭）蒸発能力45t/H、6.2MPa、440度
  - 11号：1975年（昭和50年）運転開始、KP回収ボイラー（燃料：黒液、C重油）、蒸発能力120t/H、6.2MPa、455度、
- タービン（合計出力132,500KW）[1][5]
  - 1号：1959年（昭和34年）運転開始、背圧式、7,000kW、4.6MPa、430度 - 8号ボイラーとユニット（低圧タービン）
  - 3号：1965年（昭和40年）運転開始、抽気背圧式、6,500kW、4.6MPa、430度 - 予備機
  - 5号：1968年（昭和43年）運転開始、復水式、16,000kW、9.8MPa、535度 - 8号ボイラーとユニット（中圧タービン）
  - 6号：1969年（昭和44年）運転開始、抽気復水式、21，000kW、9.8MPa、535度 - 8号ボイラーとユニット（中圧タービン）
  - 7号：1975年（昭和50年）運転開始、背圧式、15,000kW、6.0MPa、450度 - 11号ボイラーとユニット
  - 8号：1986年（昭和61年）運転開始、抽気復水式、57,000kW、13.3MPa、550度 - 8号ボイラーとユニット（高圧タービン）
  - 9号：1992年（平成4年）運転開始、復水式、10,000kW、6.0MPa、435度 - 9号ボイラーとユニット

### 電力卸供給設備（IPP）
日本製紙は独立系発電事業者として電力卸供給業事業に参入しており、本工場では工場敷地西側に火力発電設備を設置、発電した電力は北海道電力へ売電していた。
- ボイラー
  - N1号：2004年（平成16年）10月運転開始、微粉炭ボイラー（燃料：石炭、A重油、プロパンガス）、蒸発能力260t/H、14.7MPa、569度[11]
- タービン
  - N1号：2004年（平成16年）10月運転開始、復水式、88,000KW

### 専用線
根室本線新富士駅への専用線が存在したが、1984年（昭和59年）2月1日に廃止されている。
新富士駅自体が阿寒川の流送と馬車軌道で行っていた原料輸送を鉄道輸送に切り替えるために富士製紙の陳情で設置された請願駅であり、駅名の新富士も富士製紙に由来する。

## 不祥事
2006年7月の社内調査により、ボイラー運転に関する電気事業法（大気汚染防止法）への法令違反、および釧路市との環境協定への違反が発覚した。一部のボイラーで窒素酸化物、硫黄酸化物が基準値・届出値を超過していたほか、運転日報の書き換え、チャート記録不備なども発見された。2006年7月中に基準値の超過が判明したものの、調査範囲の拡大と記録の不一致により、データの整理と確認に手間取ったため、関係官庁への報告と公表は約1年後となった。再発防止策として機器の調整、計測器の追加、運用手順書の改善などが行われた。

## 日本製紙クレインズ
アジアリーグに所属するアイスホッケーチーム日本製紙クレインズのフランチャイズであった。2019年シーズンをもち廃部が決定。今後の運営母体はひがし北海道クレインズに引き継がれる事になる。また、活動拠点となる釧路アイスアリーナのネーミングライツを2014年9月1日から2016年3月31日までの契約で取得しており、愛称は日本製紙アイスアリーナとなる。

### 沿革
- 1949年 - 十條製紙釧路工場アイスホッケー部として創部。
- 1974年 - 日本アイスホッケーリーグに加盟。
- 1993年 - 十條製紙株式会社と山陽国策パルプ株式会社の合併を機に、チーム名を「日本製紙クレインズ」と改称。
- 2003年 - アジアリーグアイスホッケー設立、参加。

### 廃止
2018年12月シーズン途中に日本製紙のプレスリリースで、洋紙生産事業において著しい収益悪化の合理化や釧路工場の洋紙生産縮小の影響で1949年の十條製紙アイスホッケー部創部以来90年の歴史に幕を下ろす事となった。

## 工場跡地の活用
釧路工場跡地（札幌ドーム約14個分）の活用が課題になっている。
2022年9月、丸紅がシロザケの陸上養殖を検討していると報じられた。陸上養殖に使用される敷地は全体の一部だが、工場跡地の利活用の動きが具体化する初めての計画となる。
2023年10月には跡地で初めての大規模計画となる複合商業施設の建設計画が明らかになった。ホームセンターのジョイフルエーケーやスーパーマーケットが入ることになっており、2024年着工、2025年ごろの開業を目指している。その後、商業施設全体の名称を「ジョイフルタウン釧路」とし、2025年7月23日よりジョイフルエーケーを含む一部店舗が開業予定であることが明らかになった。その他、セリア（同年7月23日開業予定）、コープさっぽろ、ヤマダデンキ、ツルハドラッグ、無印良品といった店舗の出店が予定されている。
2024年7月には大手ゼネコンの大林組とその子会社の製材会社サイプレス・スナダヤ、それに中部電力が製材工場の建設計画を発表した。年間におよそ36万立方メートルの原木を加工する国内最大規模の工場になるということで、2025年5月着工、2027年4月の操業開始を目指すとした。しかし2025年4月に同計画は、工事費が想定よりも高騰する見込みであることを受け断念された。